# محمدرضا ذوالعلی
محمدرضا ذوالعلی رمان‌نویس ایرانی است. افغانی‌کِشی و بولوار پارادیس از مهم‌ترین آثار او هستند.

## آثار
رمان افغانی‌کشی روایتی از رنج نسل دوم مهاجرانی است که در ایران به دنیا آمده اما از حقوق شهروندی محروم‌اند.
این رمان از جمله آثار تقدیرشده در جشنوارهٔ مهرگان بود.
ذوالعلی برای نگارش بولوار پارادیس برگزیدهٔ جایزهٔ کتاب سال استان کرمان شد. این رمان، رمانی پلیسی _ عاشقانه است که با یک قتل شروع می‌شود.
مهاجر مرجوعی داستان مردی ایرانی است که برای مهاجرت به اروپا خودش را افغانستانی معرفی می‌کند، اما پناهندگی او پذیرفته نمی‌شود و قرار است به افغانستان بازگشت داده شود.

## رمان‌های منتشرشده
- بولوار پارادیس (۱۳۹۴)
- افغانی‌کشی (۱۳۹۴)
- نامه‌هایی به پیشی (۱۳۹۶)
- مهاجر مرجوعی (۱۴۰۰)